# Oksana Kalashnikova
Pour les articles homonymes, voir Kalachnikov.
Oksana Kalashnikova, née le 5 septembre 1990 à Tbilissi, est une joueuse de tennis géorgienne.
À ce jour, elle a remporté cinq titres en double dames sur le circuit WTA.

## Palmarès

### Titres en double dames
| No | Date       | Nom et lieu du tournoi                         | Catégorie | Dotation  | Surface      | Partenaire         | Finalistes                           | Score             |          |
| -- | ---------- | ---------------------------------------------- | --------- | --------- | ------------ | ------------------ | ------------------------------------ | ----------------- | -------- |
| 1  | 22-07-2013 | Baku Cup Bakou                                 | Intern'l  | 235 000 $ | Dur (ext.)   | Irina Buryachok    | Eléni Daniilídou Aleksandra Krunić   | 4-6, 7-63, [10-4] | Parcours |
| 2  | 13-07-2015 | BRD Bucharest Open Bucarest                    | Intern'l  | 250 000 $ | Terre (ext.) | Demi Schuurs       | Andreea Mitu Patricia Maria Țig      | 6-2, 6-2          | Parcours |
| 3  | 06-06-2016 | Ricoh Open Bois-le-Duc                         | Intern'l  | 250 000 $ | Gazon (ext.) | Yaroslava Shvedova | Xenia Knoll Aleksandra Krunić        | 6-1, 6-1          | Parcours |
| 4  | 20-02-2017 | Hungarian Ladies Open Budapest                 | Intern'l  | 250 000 $ | Dur (int.)   | Hsieh Su-wei       | Arina Rodionova Galina Voskoboeva    | 6-3, 4-6, [10-4]  | Parcours |
| 5  | 11-07-2022 | Hungarian Grand Prix Budapest                  | WTA 250   | 203 024 € | Terre (ext.) | Ekaterine Gorgodze | Katarzyna Piter Kimberley Zimmermann | 1-6, 6-4, [10-6]  | Parcours |
| 6  | 31-07-2023 | Livesport Prague Open Prague                   | WTA 250   | 259 303 $ | Dur (ext.)   | Nao Hibino         | Quinn Gleason Elixane Lechemia       | 67-7, 7-5, [10-3] | Parcours |
| 7  | 18-05-2025 | Grand Prix SAR La Princesse Lalla Meryem Rabat | WTA 250   | 275 094 $ | Terre (ext.) | Maya Joint         | Angelica Moratelli Camilla Rosatello | 6-3, 7-5          | Parcours |

### Finales en double dames
| No | Date       | Nom et lieu du tournoi                            | Catégorie | Dotation  | Surface      | Vainqueures                            | Partenaire            | Score            |          |
| -- | ---------- | ------------------------------------------------- | --------- | --------- | ------------ | -------------------------------------- | --------------------- | ---------------- | -------- |
| 1  | 14-07-2014 | TEB BNP Paribas Istanbul Cup Istanbul             | Intern'l  | 250 000 $ | Dur (ext.)   | Misaki Doi Elina Svitolina             | Paula Kania           | 6-4, 6-0         | Parcours |
| 2  | 25-09-2017 | Tashkent Open Tachkent                            | Intern'l  | 250 000 $ | Dur (ext.)   | Tímea Babos Andrea Hlaváčková          | Nao Hibino            | 7-5, 6-4         | Parcours |
| 3  | 29-01-2018 | Taïwan Open Taipei                                | Intern'l  | 250 000 $ | Dur (int.)   | Duan Ying-Ying Wang Yafan              | Nao Hibino            | 7-64, 7-65       | Parcours |
| 4  | 29-04-2019 | Grand Prix De SAR La Princesse Lalla Meryem Rabat | Intern'l  | 226 750 $ | Terre (ext.) | María José Sánchez Sara Sorribes Tormo | Georgina García Pérez | 7-5, 6-1         | Parcours |
| 5  | 03-04-2023 | Copa Colsanitas presentado por Zurich Bogota      | WTA 250   | 259 303 $ | Terre (ext.) | Irina Khromacheva Iryna Shymanovich    | Katarzyna Piter       | 6-1, 3-6, [10-6] | Parcours |
| 6  | 09-10-2023 | Prudential Hong Kong tennis Open Hong Kong        | WTA 250   | 259 303 $ | Dur (ext.)   | Tang Qianhui Tsao Chia-yi              | Aliaksandra Sasnovich | 7-5, 1-6, [11-9] | Parcours |
| 7  | 09-09-2024 | Guadalajara Open Akron Guadalajara                | WTA 500   | 922 573 $ | Dur (ext.)   | Anna Danilina Irina Khromacheva        | Kamilla Rakhimova     | 2-6, 7-5, [10-7] | Parcours |

### Titres en double en WTA 125
| No | Date       | Nom et lieu du tournoi             | Catégorie | Dotation  | Surface      | Partenaire        | Finalistes                            | Score            |          |
| -- | ---------- | ---------------------------------- | --------- | --------- | ------------ | ----------------- | ------------------------------------- | ---------------- | -------- |
| 1  | 05-11-2012 | Royal Indian Open Pune             | WTA 125   | 125 000 $ | Dur (ext.)   | Nina Bratchikova  | Julia Glushko Noppawan Lertcheewakarn | 6-0, 4-6, [10-8] | Parcours |
| 2  | 02-09-2019 | Oracle Challenger Series New Haven | WTA 125   | 150 000 $ | Dur (ext.)   | Anna Blinkova     | Usue Maitane Arconada Jamie Loeb      | 6-2, 4-6, [10-4] | Parcours |
| 3  | 11-12-2022 | Open BLS de Limoges Limoges        | WTA 125   | 115 000 $ | Dur (int.)   | Marta Kostyuk     | Alicia Barnett Olivia Nicholls        | 7-5, 6-1         | Parcours |
| 4  | 08-07-2024 | Grand Est Open 88 Contrexéville    | WTA 125   | 115 000 $ | Terre (ext.) | Iryna Shymanovich | Wu Fang-hsien Zhang Shuai             | 5-7, 6-3, [10-7] | Parcours |

### Finales en double en WTA 125
| No | Date       | Nom et lieu du tournoi                  | Catégorie | Dotation  | Surface      | Vainqueures                               | Partenaire            | Score            |          |
| -- | ---------- | --------------------------------------- | --------- | --------- | ------------ | ----------------------------------------- | --------------------- | ---------------- | -------- |
| 1  | 22-09-2013 | Yinzhou Bank Women's Tennis Open Ningbo | WTA 125   | 125 000 $ | Dur (ext.)   | Chan Yung-jan Zhang Shuai                 | Irina Buryachok       | 6-2, 6-1         | Parcours |
| 2  | 09-11-2015 | Engie Open de Limoges Limoges           | WTA 125   | 125 000 $ | Dur (int.)   | Barbora Krejčíková Mandy Minella          | Margarita Gasparyan   | 1-6, 7-5, [10-6] | Parcours |
| 3  | 23-11-2015 | Carlsbad Classic Carlsbad               | WTA 125   | 125 000 $ | Dur (ext.)   | Gabriela Cé Verónica Cepede Royg          | Tatjana Maria         | 1-6, 6-4, [10-8] | Parcours |
| 4  | 16-12-2019 | Engie Open de Limoges Limoges           | WTA 125   | 115 000 $ | Dur (int.)   | Georgina García Pérez Sara Sorribes Tormo | Ekaterina Alexandrova | 6-2, 7-63        | Parcours |
| 5  | 09-05-2022 | Trophée Lagardère Paris                 | WTA 125   | 115 000 $ | Terre (ext.) | Beatriz Haddad Maia Kristina Mladenovic   | Miyu Kato             | 5-7, 6-4, [10-4] | Parcours |
| 6  | 13-06-2022 | Veneto Open Internazionali Gaiba        | WTA 125   | 115 000 $ | Gazon (ext.) | Madison Brengle Claire Liu                | Vitalia Diatchenko    | 6-4, 6-3         | Parcours |
| 7  | 17-10-2022 | Open de Rouen Capfinances Rouen         | WTA 125   | 115 000 $ | Dur (int.)   | Natela Dzalamidze Kamilla Rakhimova       | Misaki Doi            | 6-2, 7-5         | Parcours |
| 8  | 27-03-2023 | San Luis Potosí 125 San Luis Potosí     | WTA 125   | 115 000 $ | Terre (ext.) | Aliona Bolsova Andrea Gámiz               | Katarzyna Piter       | 7-65, 6-4        | Parcours |
| 9  | 11-12-2023 | Open BLS de Limoges Limoges             | WTA 125   | 115 000 $ | Dur (int.)   | Cristina Bucșa Yana Sizikova              | Maia Lumsden          | 6-4, 6-1         | Parcours |
| 10 | 04-06-2024 | Makarska Open Makarska                  | WTA 125   | 115 000 $ | Terre (ext.) | Sabrina Santamaria Iryna Shymanovich      | Nao Hibino            | 6-4, 3-6, [10-6] | Parcours |
| 11 | 28-04-2025 | Open 35 de Saint-Malo Saint-Malo        | WTA 125   | 115 000 $ | Terre (ext.) | Maia Lumsden Makoto Ninomiya              | Angelica Moratelli    | 7-5, 6-2         | Parcours |
| 12 | 02-06-2025 | Makarska Open Makarska                  | WTA 125   | 115 000 $ | Terre (ext.) | Jesika Malečková Miriam Škoch             | Elena Pridankina      | 2-6, 6-3, [10-4] | Parcours |

## Parcours en Grand Chelem

### En simple dames
| Année | Open d'Australie | Open d'Australie     | Internationaux de France | Internationaux de France | Wimbledon | Wimbledon         | US Open | US Open           |
| ----- | ---------------- | -------------------- | ------------------------ | ------------------------ | --------- | ----------------- | ------- | ----------------- |
| 2009  | —                | —                    | —                        | —                        | —         | —                 | Q1      | Shenay Perry      |
| 2010  | Q2               | Anastasia Pivovarova | Q3                       | Ekaterina Ivanova        | Q1        | Andrea Hlaváčková | Q1      | Tetiana Luzhanska |
| 2011  | Q2               | Irina Falconi        | Q2                       | Stéphanie Dubois         | —         | —                 | —       | —                 |
| 2012  | —                | —                    | Q1                       | Misaki Doi               | —         | —                 | —       | —                 |

N.B. : à droite du résultat se trouve le nom de l'ultime adversaire.

### En double dames
| 2013 | —                                                                                      | —                                                                                      | 1/8 de finale A. Rosolska \|\| style="text-align:left;" \| K. Mladenovic G. Voskoboeva      | 2e tour (1/16) J. Čepelová \|\| style="text-align:left;" \| A. Hlaváčková L. Hradecká    | 1er tour (1/32) A. Rosolska \|\| style="text-align:left;" \| T. Babos F. Schiavone   |
| 2014 | 1er tour (1/32) I. Buryachok \|\| style="text-align:left;" \| S. Kuznetsova S. Stosur  | 2e tour (1/16) K. Piter \|\| style="text-align:left;" \| K. Peschke K. Srebotnik       | 1er tour (1/32) O. Savchuk \|\| style="text-align:left;" \| S. Williams V. Williams         | 2e tour (1/16) O. Savchuk \|\| style="text-align:left;" \| S. Williams V. Williams       |                                                                                      |
| 2015 | 1er tour (1/32) K. Nara \|\| style="text-align:left;" \| M. Barthel M. Minella         | 1er tour (1/32) T. Pironkova \|\| style="text-align:left;" \| D. Hantuchová S. Stosur  | —                                                                                           | —                                                                                        | 1er tour (1/32) K. Marosi \|\| style="text-align:left;" \| I.C. Begu R. Olaru        |
| 2016 | 1/8 de finale Hsieh S.-w. \|\| style="text-align:left;" \| Xu Y. Zheng S.              | 1er tour (1/32) D. Kovinić \|\| style="text-align:left;" \| N. Kichenok L. Kichenok    | 1er tour (1/32) S. Errani \|\| style="text-align:left;" \| M. Krajicek B. Strýcová          | 1er tour (1/32) A. Panova \|\| style="text-align:left;" \| Xu Y. Zheng S.                |                                                                                      |
| 2017 | 1er tour (1/32) A. Krunić \|\| style="text-align:left;" \| G. Dabrowski M. Krajicek    | 1er tour (1/32) I. Soylu \|\| style="text-align:left;" \| M. Brengle A. Smith          | 1er tour (1/32) F. Schiavone \|\| style="text-align:left;" \| Chuang C.-j. M. Doi           | —                                                                                        | —                                                                                    |
| 2018 | 2e tour (1/16) V. Lepchenko \|\| style="text-align:left;" \| Chan Y.-j. A. Hlaváčková  | 2e tour (1/16) N. Hibino \|\| style="text-align:left;" \| T. Babos K. Mladenovic       | 1er tour (1/32) M. Ninomiya \|\| style="text-align:left;" \| Ar. Rodionova M. Zanevska      | 1/8 de finale N. Hibino \|\| style="text-align:left;" \| D. Jakupović I. Khromacheva     |                                                                                      |
| 2019 | 1er tour (1/32) D. Yastremska \|\| style="text-align:left;" \| N. Kichenok Wang Y.     | 2e tour (1/16) R. Peterson \|\| style="text-align:left;" \| E. Mertens A. Sabalenka    | 2e tour (1/16) Han X. \|\| style="text-align:left;" \| I.C. Begu M. Niculescu               | 2e tour (1/16) E. Alexandrova \|\| style="text-align:left;" \| T. Babos K. Mladenovic    |                                                                                      |
| 2020 | 1er tour (1/32) M. Kato \|\| style="text-align:left;" \| Cha H.-c.n Chan Y.-j.         | 2e tour (1/16) E. Alexandrova \|\| style="text-align:left;" \| V. Kužmová Kr. Plíšková | Annulé                                                                                      | Annulé                                                                                   | 2e tour (1/8) A. Kudryavtseva \|\| style="text-align:left;" \| K. Peschke D. Schuurs |
| 2021 | 1er tour (1/32) G. García Pérez \|\| style="text-align:left;" \| K. Flipkens A. Klepač | 2e tour (1/16) N. Hibino \|\| style="text-align:left;" \| M. Niculescu J. Ostapenko    | 3e tour (1/8) V. Gracheva \|\| style="text-align:left;" \| M. Bouzková L. Hradecká          | 1er tour (1/32) E. Alexandrova \|\| style="text-align:left;" \| U. Eikeri E. Lechemia    |                                                                                      |
| 2022 | 1er tour (1/32) A. Bondár \|\| style="text-align:left;" \| A. Danilina B. Haddad Maia  | 1er tour (1/32) V. Gracheva \|\| style="text-align:left;" \| K. Christian L. Marozava  | 1er tour (1/32) K. Piter \|\| style="text-align:left;" \| M. Bouzková T. Mihalíková         | 1er tour (1/32) N. Kichenok \|\| style="text-align:left;" \| M. Kostyuk Zhang S.         |                                                                                      |
| 2023 | 1/8 de finale A. Parks \|\| style="text-align:left;" \| B. Krejčíková K. Siniaková     | 1er tour (1/32) A. Bolsova \|\| style="text-align:left;" \| Chan H.-c. L. Chan         | 1/4 de finale I. Shymanovich \|\| style="text-align:left;" \| C. Dolehide Zhang S.          | 1er tour (1/32) I. Shymanovich \|\| style="text-align:left;" \| D. Krawczyk D. Schuurs   |                                                                                      |
| 2024 | 1er tour (1/32) M. Lumsden \|\| style="text-align:left;" \| D. Saville A. Tomljanović  | 1er tour (1/32) A. Sasnovich \|\| style="text-align:left;" \| G. Olmos A. Panova       | 1er tour (1/32) E. Avanesyan \|\| style="text-align:left;" \| M. Bouzková S. Sorribes Tormo | 1er tour (1/32) V. Gracheva \|\| style="text-align:left;" \| B. Haddad Maia L. Siegemund |                                                                                      |
| 2025 | 1er tour (1/32) V. Gracheva \|\| style="text-align:left;" \| M. Lumsden A. Sisková     | 2e tour (1/16) M. Joint \|\| style="text-align:left;" \| R. Šramková V. Tomova         | 1er tour (1/32) E. Pridankina \|\| style="text-align:left;" \| Hsieh S.-w. J. Ostapenko     |                                                                                          |                                                                                      |

N.B. : le nom de la partenaire se trouve sous le résultat ; les noms des ultimes adversaires se trouvent à droite.

### En double mixte
| Année | Open d'Australie | Open d'Australie | Internationaux de France                                                      | Internationaux de France                                                             | Wimbledon                                                                       | Wimbledon | US Open | US Open |
| ----- | ---------------- | ---------------- | ----------------------------------------------------------------------------- | ------------------------------------------------------------------------------------ | ------------------------------------------------------------------------------- | --------- | ------- | ------- |
| 2014  | —                | —                | —                                                                             | —                                                                                    | 1/8 de finale C. Guccione \|\| style="text-align:left;" \| Chan H.-c. M. Mirnyi | —         | —       |         |
|       |                  |                  |                                                                               |                                                                                      |                                                                                 |           |         |         |
| 2016  | —                | —                | 1er tour (1/16) J.J. Rojer \|\| style="text-align:left;" \| A. Klepač T. Huey | 2e tour (1/16) M. Middelkoop \|\| style="text-align:left;" \| Chan Y.-j. N. Zimonjić | —                                                                               | —         |         |         |
|       |                  |                  |                                                                               |                                                                                      |                                                                                 |           |         |         |
| 2018  | —                | —                | —                                                                             | —                                                                                    | 1er tour (1/32) N. Monroe \|\| style="text-align:left;" \| A. Smith K. Skupski  | —         | —       |         |

N.B. : le nom du partenaire se trouve sous le résultat ; les noms des ultimes adversaires se trouvent à droite.

## Classements en fin de saison
| Année          | 2007 | 2008 | 2009 | 2010 | 2011 | 2012 | 2013 | 2014 | 2015 | 2016 | 2017 | 2018 |  | 2020 | 2021 | 2022 | 2023 | 2024 |
| Rang en simple | 610  | 391  | 176  | 207  | 306  | 542  | 281  | 446  | 653  | 856  | –    | 1083 |  | –    | 1467 | –    | 1043 | –    |
| Rang en double | 427  | 366  | 147  | 163  | 260  | 110  | 52   | 73   | 78   | 45   | 70   | 76   |  | 60   | 75   | 72   | 43   | 66   |

Source : (en) Classements de Oksana Kalashnikova sur le site officiel de la Fédération internationale de tennis